# سومیتومو میتسویی تراست
سومیتومو میتسویی تراست (به ژاپنی: 中央三井トラスト・ホールディングス株式会社) شرکت هلدینگ بانک ژاپنی است، که در زمینه خدمات املاک و مستغلات، مدیریت صندوق‌های سرمایه‌گذاری مشترک و مبادلات سهام اختصاصی فعالیت می‌کند.
شرکت سومیتومو میتسویی تراست در سال ۲۰۰۲ تأسیس شد. دفتر مرکزی این شرکت در شهر توکیو، ژاپن قرار دارد و بخشی از سهام آن در بازار بورس توکیو معامله می‌شود.